# قطعنامه ۱۹۷۷ شورای امنیت
قطعنامه ۱۹۷۷ شورای امنیت سازمان ملل متحد که در تاریخ ۲۰ آوریل ۲۰۱۱ تصویب شد، سندی بین‌المللی دربارهٔ عدم گسترش سلاح‌های کشتار جمعی است. این قطعنامه طی نشست ۶۵۱۸ام با ۱۵ رای موافق، ۰ مخالف و ۰ ممتنع تصویب شد.